# L'Affaire N'Gustro
L'Affaire N'Gustro est un roman de Jean-Patrick Manchette publié chez Gallimard dans la collection Série noire (no 1407) en 1971. Il est réédité plusieurs fois dans diverses collections dont la dernière fois en 2020.

## Histoire du roman
Ayant adressé son premier manuscrit, L'Affaire N'Gustro, aux éditions Albin Michel fin 1969, il se voit orienté par l'éditrice et écrivaine Dominique Aury vers la collection Série noire que dirige Marcel Duhamel aux éditions Gallimard. Son travail y est accueilli avec intérêt, mais on lui demande des retouches ; il les exécute dans les mois qui suivent, tout en travaillant sur un autre roman en collaboration. Neuf des onze romans de Manchette seront édités dans la Série noire.

En février 1971 paraît ainsi un premier roman, Laissez bronzer les cadavres !, écrit à quatre mains avec Jean-Pierre Bastid, puis deux mois après, un second, L'Affaire N'Gustro,,. 

« [Dans L'Affaire N'Gustro,] j'avais pris le point de vue d'un « fasciste », pour me distancier, comme on dit à Vincennes, ça a un peu agacé les lecteurs de la Série noire, qui n'ont pas très bien compris si j'étais d'extrême droite ou non. »

Ces livres marquent le coup d'envoi de ce que Manchette lui-même baptisera par la suite le « néo-polar », genre en rupture radicale avec la Série noire française des années 1950-1960. En s'appuyant sur la pensée situationniste, Manchette utilise la forme du roman policier comme tremplin à la critique sociale : le roman noir renoue ici avec sa fonction originelle. Pour François Guérif « l'arrivée de Manchette va faire l'effet d'une énorme claque dans la gueule, il va remettre la contestation sociale au centre du polar. » Le pittoresque de Pigalle et de ses truands cède la place à la France moderne des années 1970, avec son contexte politique et social spécifique. Cette tendance s’affirme clairement dans L'Affaire N'Gustro, récit directement inspiré de l’enlèvement, en 1965 à Paris, de Mehdi Ben Barka, leader de l’opposition marocaine, par les services de sécurité marocains avec la complicité du pouvoir français.

## Éditions
- Série noire no 1407, 1971
- Carré noir no 390, 1981
- Folio policier no 75, 2001
- Série noire, 2020 (nouvelle édition)[6]